# Парламентарни избори в Северна Корея (1998)
Парламентарните избори в Северна Корея през 1998 г. са десети избори за Върховно събрание и са проведени на 26 юли.
След смъртта на Ким Ир Сен през 1994 г., страната е в траур, събранието не работи, като не се провеждат избори до 1998 г. Ким Чен Ир не прави изказване на първото заседание на 10-ия ВНС. Вместо това, членовете слушат касета със записана реч на покойния Ким Ир Сен, която е направена в първата сесия на 9-ия ВНС от 1991 г.
От всеки избирателен район е избран само по един кандидат, като всички са представители на Корейската работническа партия, въпреки че някои са кандидати от името на други партии или държавни организации. Това се прави с цел да се даде вид на демокрация в страната.

## Резултати
| Коалиция                                        | Партия                         | Гласове | %     | Места |
| ----------------------------------------------- | ------------------------------ | ------- | ----- | ----- |
| Демократичен фронт за обединение на отечеството | Корейска работническа партия   |         | 100,0 | 601   |
| Демократичен фронт за обединение на отечеството | Корейска демократична партия   | 52      | 100,0 |       |
| Демократичен фронт за обединение на отечеството | Чондоистка партия              | 24      | 100,0 |       |
| Демократичен фронт за обединение на отечеството | Независими                     | 10      | 100,0 |       |
| Общо                                            | Общо                           |         | 100   | 687   |
| Регистрирани гласове/активност                  | Регистрирани гласове/активност |         | 99,85 | –     |
| Източник:                                       |                                |         |       |       |